# Историјске покрајине Грчке
Историјске покрајине савремене Грчке (грч. γεωγραφικά διαμερίσματα, у преводу просторни одели) су постојале као управне јединице од оснивања савремене грчке државе 1832. године до 1987. године, када су замењене са 13 периферија, које су и данас у датим оквирима.
И поред што је појам „историјске покрајине“ правно застарео, он се и данас често користи у свакодневном животу Грчке, делом и због тога што су дате покрајине имале однос према природној (просторно-физичкој) и вишевековној подели подручја данашње Грчке.

## Подела
Постоји 9 историјских покрајина Грчке:
| 1. Тракија 2. Македонија 3. Тесалија 4. Епир 5. Средишња Грчка (са Атином) 6. Пелопонез 7. Егејска острва 8. Јонска острва 9. Крит                                                                                 | \| Македонија Тесалија Споради Епир Средишња Грчка Тракија Пелопонез Атика Киклади Додеканез Егејска острва Крит Јонска острва Албанија Северна Македонија Бугарска Турска Средоземно море Јонско- море Егејско- море \| |
| Македонија Тесалија Споради Епир Средишња Грчка Тракија Пелопонез Атика Киклади Додеканез Егејска острва Крит Јонска острва Албанија Северна Македонија Бугарска Турска Средоземно море Јонско- море Егејско- море | |